# District de Szeghalom
Le district de Szeghalom (en hongrois : Szeghalmi járás) est un des 9 districts du comitat de Békés en Hongrie. Créé en 2013, il compte 32 205 habitants et rassemble 7 localités : 3 communes et 4 villes dont Szeghalom, son chef-lieu.
Cette entité existait déjà auparavant, jusqu'à la réforme territoriale de 1983 qui a supprimé les districts.

## Localités
- Bucsa
- Füzesgyarmat
- Kertészsziget
- Körösladány
- Körösújfalu
- Szeghalom
- Vésztő